# Apeadero de Varanda
El Apeadero de Varanda fue una plataforma ferroviaria de la Línea del Algarve, que servía a la zona de Varanda, en el ayuntamiento de Tavira, en Portugal.

## Historia
El tramo entre Luz y Tavira, donde este apeadero se insertaba, fue inaugurado el 19 de marzo de 1905.